# Hogna planithoracis
Hogna planithoracis là một loài nhện trong họ Lycosidae.
Loài này thuộc chi Hogna. Hogna planithoracis được Cândido Firmino de Mello-Leitão miêu tả năm 1938.